# Jetlev-Flyer

Jetlev-Flyer

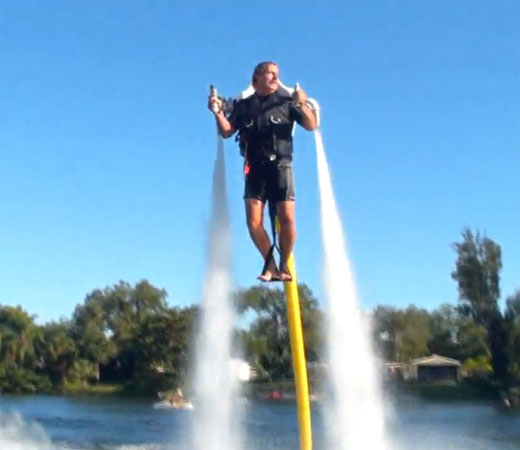
Jetlev-Flyer

Der Jetlev-Flyer ist ein motorgetriebenes Fortbewegungsmittel ähnlich einem Raketenrucksack, mit welchem sich eine Person mittels eines Rückstoßantriebs mit Wasserstrahlen auf und über der Wasseroberfläche bewegen kann.

## Funktionsweise
Das von dem Kanadier Raymond Li entwickelte Gerät arbeitet folgendermaßen: In einem 3–3,5 m langen Schwimmkörper treibt ein Viertaktmotor mit je nach Type 110–300 PS Leistung eine Hochleistungspumpe an. Diese saugt Wasser an und drückt es über einen 10 m langen, druckfesten Schlauch in die auf dem Rücken des Geräteführers befestigte An- und Vortriebs-Einheit durch zwei manuell steuerbare Düsen wieder heraus. Mittels des Rückstoßprinzips steigt die Person bei steil angestellten Düsen vertikal bis zu ca. 8,5 Metern Höhe auf und kann sich dann bei flach angestellten Düsen mit einer Geschwindigkeit bis ca. 50 km/h frei manövrierbar über der Wasseroberfläche bewegen. Die An- und Vortriebs-Einheit zieht dabei das Boot mittels des Schlauchs hinter sich her. Der Name Jetlev wurde aus den Wörtern „Jet“ für Düse und „lev“ für „levitation“ (= Schweben) gebildet. Das Konstruktionsprinzip des im Winter 2010 vom Germanischen Lloyd als Sportboot zugelassenen Gerätes ist durch das US-Patent No. 7,258,301 geschützt.
Der mit einem 5-Punkt-Gurt anzuschnallende Harnisch weist einen kleinen Sattel auf. Für die Mitnahme einer weiteren Person gibt es eine Ausführung mit Doppelsattel und zweitem Gurt.
Als Zubehör wird weiters aktuell (2020) eine axial drehbare Muffe für den Anschluss des Schlauchs angeboten, was die Rotation des Piloten um seine Hochachse erlaubt, ohne das Verdrillen und damit Abknicken des Schlauchs zu riskieren.
Der leere Schlauch ist einrollbar. Schlüssel für "Student"- und "Pilot-Modus" regulieren die Steuerbarkeit und damit den Schwierigkeitsgrad. Eine optionale Fernsteuerung erlaubt einer Person am Boden die Leistungssteuerung der Pumpe.
Die Auftriebskraft entsteht nicht nur durch den Rückstoß des an der Düse nach unten austretenden Wassers, sondern auch durch die vorhergehende Abbremsung der (eher langsameren) Aufwärtsbewegung des Wassers hinter dem Rücken des Fliegenden. Allerdings ist zu berücksichtigen, dass nicht nur Mann und Rucksackgerät, sondern auch der über Wasser hochstehende Teil des Schlauchs und die in ihm enthaltene Wassersäule mit ähnlich großem Gewicht wie die Person gegen die Schwerkraft hochgehoben werden müssen.
Wasser der Masse m strömt mit einer bestimmbaren Geschwindigkeit v1 im Schlauch nach oben, wird im Rucksack abgebremst und in den Austrittsdüsen auf eine typisch höhere Geschwindigkeit v2 nach unten beschleunigt. Hilfreich ist die physikalische Größe Impuls I = m . v. Für den einfachsten Fall des stationären Flugs – in der Luft auf einer Stelle stehen – und mit skalaren positiven Geschwindigkeiten ist die Impulsänderung
Delta-I = m . ( v1 + v2 )
Die Kraft F berechnet sich als Impulsänderung pro Zeit t:
F = Delta-I / t
Für stationären Flug, das Stehen in der Luft, gilt das Gleichgewicht dieser vertikal auftreibenden Kraft FA mit der Summe der nach unten wirkenden Gewichte G – skalar betrachtet gilt:
FA = G
Ändert sich mit der Pumpenleistung auch die Auftriebskraft, so wird mit dem Menschen entsprechend mehr oder weniger Schlauch aus dem Wasser gehoben. Ist diese Schwankung nicht allzu groß und schnell oder gar periodisch, so stellt sich rasch eine stabile "Flug"höhe ein.
Der Archimedische Auftrieb in Luft beträgt für Mann und Gerät bei einer durchschnittlichen Dichte von über 1 kg/Liter weniger als etwa 1/800 der entsprechenden Schwerkraft, kann daher gegenüber dem Gewicht vernachlässigt werden.
Darüber hinaus veranschaulicht Vektorielle Betrachtung der Geschwindigkeiten des Wasserflusses die horizontal beschleunigende Wirkung, wenn der austretende Wasserstrahl nicht vertikal, sondern schräg nach unten austritt.
Der Teil des Zuführungsschlauches, der im Wasser eingetaucht ist, erfährt fast so viel Auftrieb wie sein Gewicht (samt Füllung) kann also näherungsweise als gewichtslos angesehen werden. Die Masse des Schlauches wirkt als träge Masse den Beschleunigungskräften des Flugrucksacks entgegen, je nach Richtung der Kraft und Ausrichtung des Schlauches und seiner Streckung in unterschiedlicher Qualität. Der Wasserwiderstand des Schlauches als sich im Wasser bewegender Körper dämpft Bewegungen des Schlauchs und damit auch des Fliegenden.